# Erynnis marloyi
Erynnis marloyi là một loài bướm ngày thuộc họ Bướm nhảy. Nó được tìm thấy ở đông nam châu Âu (Hy Lạp và vùng Balkan) băng qua Tiểu Á đến Syria, nam Iran và Chitral.
Sải cánh dài 14–15 mm đối với con đực and 15–16 mm đối với con cái. Con trưởng thành bay từ tháng 5 đến tháng 6.
Ấu trùng ăn Rosaceae species.

## Hình ảnh

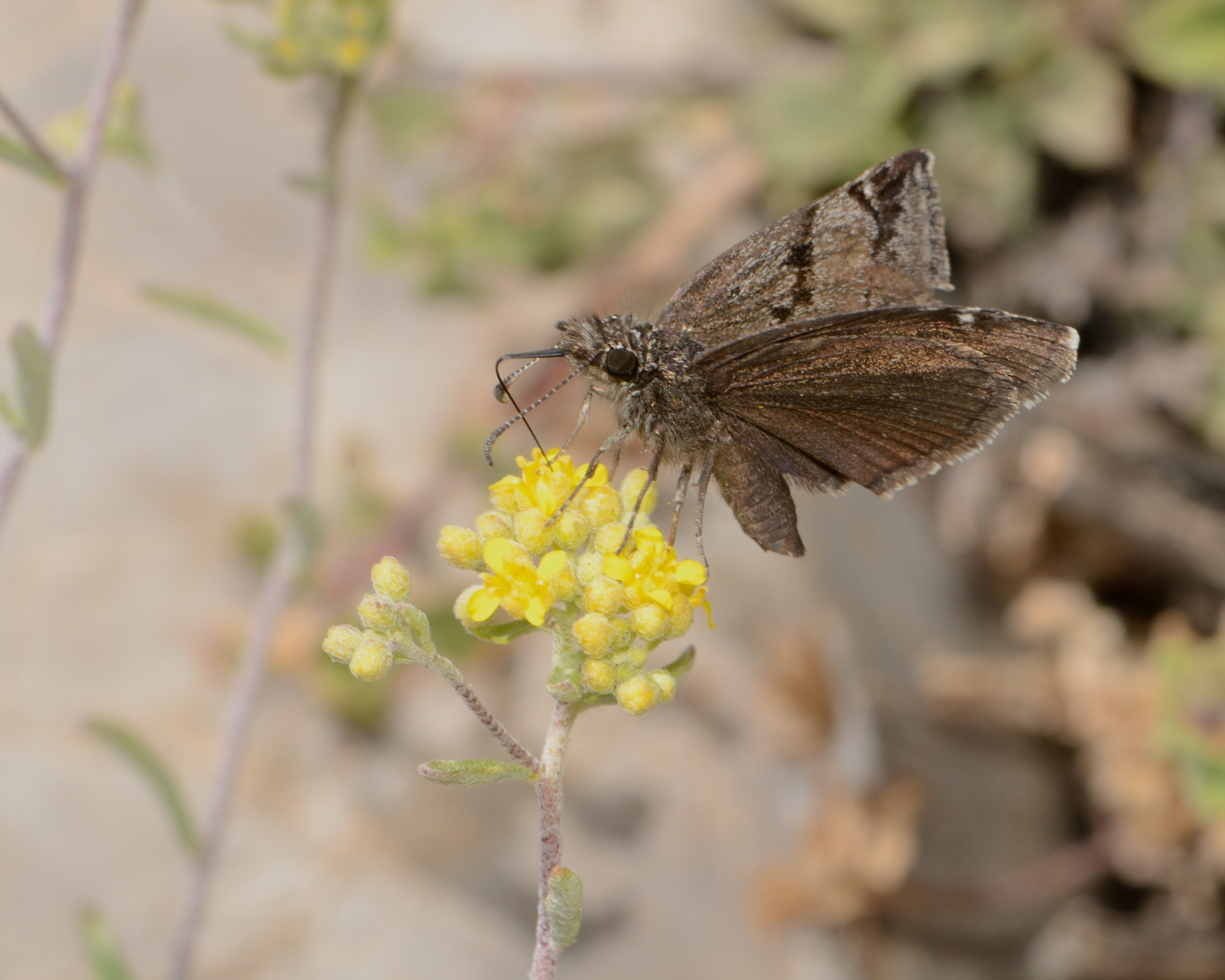
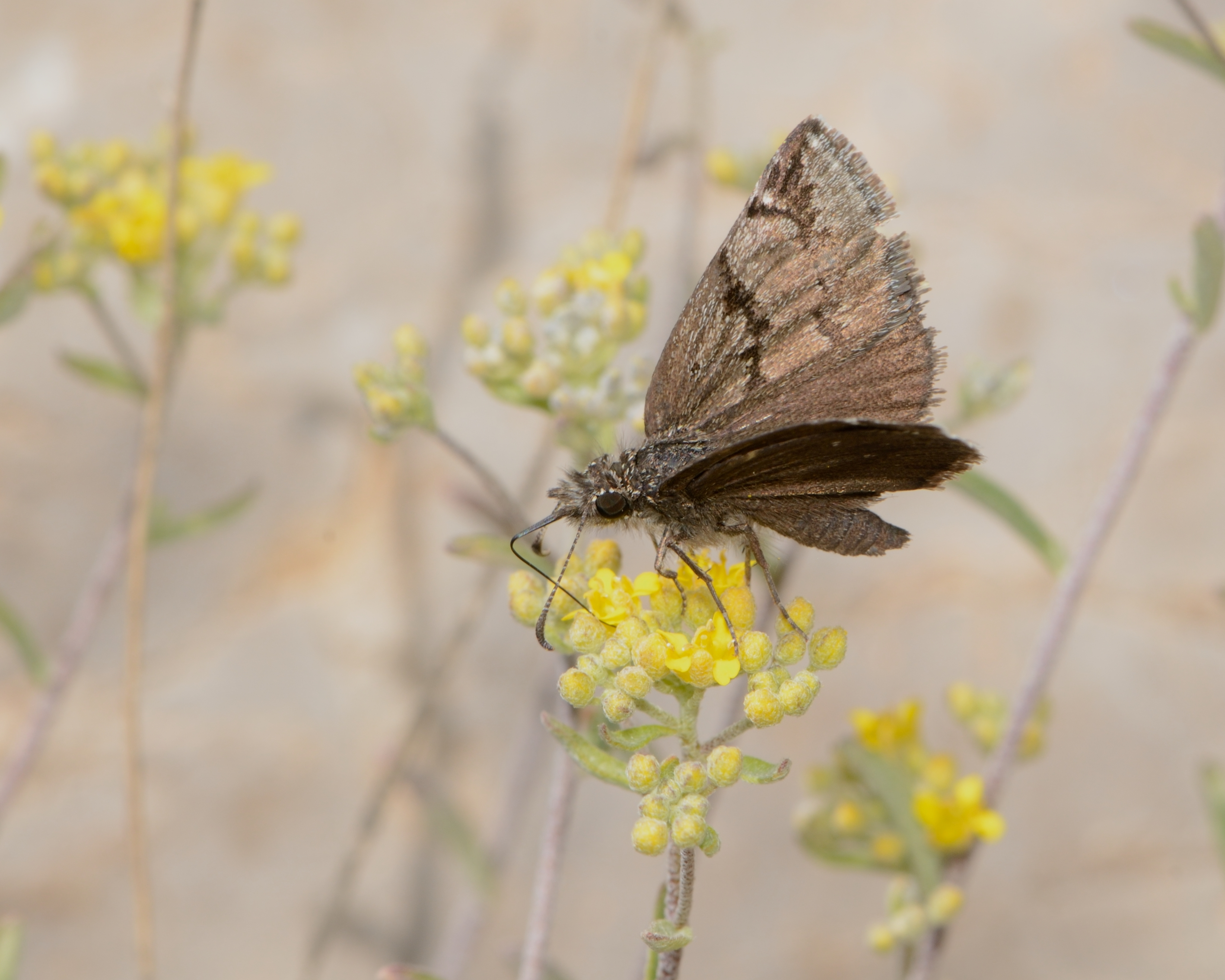